# Erick González (ur. 1999)
Erick Denilson González Santizo (ur. 10 maja 1999 w San Marcos) – gwatemalski piłkarz występujący na pozycji lewego obrońcy, od 2022 roku zawodnik Comunicaciones.